# سان فيسينتي
سان فيسنتي هي بلدة تقع في الجزء الشرقي من إدارة أنتيوكيا في كولومبيا، على بُعد حوالي 48 كيلومترًا من مدينة ميديلين، تتميز المنطقة بمناخ جبلي بارد نسبيًا، وتحيط بها المرتفعات والغابات الطبيعية، ويبلغ ارتفاعها نحو 2,150 مترًا فوق مستوى سطح البحر.

## نبذه
تأسست البلدة في القرن الثامن عشر، وسُميت على اسم القديس الكاثوليكي الإسباني سان فيسنتي فرّير، تحدها من الشمال بلديتا باربوسا وكونسيبسيون ، ومن الشرق كونسيبسيون وإل بينول ، ومن الجنوب مارينيلا وريونجرو ، ومن الغرب غوارن وجيراردوتا، وقد تطورت تدريجيًا كمجتمع زراعي يعتمد على زراعة البطاطا، الفاصوليا، الذرة، والفواكه الجبلية، إلى جانب تربية المواشي وبعض الصناعات الحرفية التقليدية، وخاصة حبال الألياف الطبيعية.
تُعرف سان فيسنتي فيرير محليًا بلقب "القرية البيضاء" بسبب منازلها المطلية بالجير الأبيض وسلالمها المزخرفة بالبلاط، ما يمنحها طابعًا مميزًا يجذب الزوار والسياح، خاصة خلال المواسم الاحتفالية والدينية مثل عيد القديس الراعي في شهر أبريل، كما تقام فيها فعاليات ثقافية وأسواق شعبية شهرية تروّج للمنتجات الزراعية والحرفية المحلية.
رغم كونها بلدة صغيرة، تُعتبر سان فيسنتي محطة مريحة للراغبين بالهروب من صخب المدينة، والاستمتاع بالهدوء، والمناظر الطبيعية، والأجواء الريفية التقليدية في قلب جبال أنتيوكيا.